# Alexandre Castonguay (acteur)
Alexandre Castonguay, né le 17 février 1978 à Rouyn-Noranda, est un directeur artistique, acteur et metteur en scène, dramaturge et auteur québécois. 

## Biographie
Né le 17 février 1978 à Rouyn-Noranda, Alexandre Castonguay fait ses études en interprétation théâtrale au Cégep de Saint-Hyacinthe. Il revient ensuite dans sa ville natale après l'obtention de son diplôme en 2003. Il joue entre autres pour le Petit Théâtre du Vieux Noranda, le Théâtre du Tandem et le Théâtre Petit à Petit.
En 2014, il écrit et interprète une pièce de théâtre déambulatoire dans le Vieux-Noranda Ma Noranda qui est présentée de 2015 à 2018. Sa pratique est orientée sur la rencontre, le territoire, l'aléatoire, l'accident, la déconstruction et la reconstruction des codes théâtraux.
Il écrit le livre J'attends l'autobus, publié par Les éditions de Ta Mère, le 16 mars 2021et il écrit en collaboration avec le poète Nicolas Lauzon, la pièce de théâtre Un coin jeté dans l'nord qui sortira en 2022.
Le travail d'Alexandre Castonguay va lui valoir de nombreux prix avec le temps (voir plus bas).
En 2023, Alexandre Castonguay fait partie d'une délégation de l'Abitibi-Témiscamingue pour participer au festival Vues du Québec à Florac, en France.

## Filmographie

### Cinéma
- 2006 : La Rage de l'ange de Dan Bigras : Francis[6]
- 2009 : La Donation de Bernard Émond : jeune secouriste[7]
- 2012 : Les Manèges humains de Martin Laroche : gars dans la ruelle[7]
- 2013 : Alex marche à l'amour de Dominic Leclerc[6]
- 2013 : Chasse au Godard d'Abbittibbi d'Éric Morin : Michel[6]
- 2015 : Guibord s'en va-t-en guerre de Philippe Falardeau : policier[7]
- 2016 : Embrasse-moi comme tu m'aimes d'André Forcier : René[6]
- 2019 : Cash Nexus de François Delisle : Jimmy[6]
- 2023 : Crépuscule pour un tueur de Raymond St-Jean : Raynald Gagnon[8]

## Théâtre
En 2024, Alexandre Castonguay est responsable de la dramaturgie de la pièce Michelin, coproduite par le Théâtre du Trident, du Grand Théâtre de Québec, le Théâtre la Marée Haute et le Théâtre du Tandem. La pièce est mise en scène par Marie-Thérèse Fortin et écrite et jouée par Michel-Maxime Legault.

## Prix
Il obtient deux bourses en scénarisation de la SODEC.
En 2012, il reçoit le prix Artiste professionnel aux Prix d’excellence en arts et culture de l’Abitibi-Témiscamingue
Il reçoit également le prix de la Culture, volet artiste ainsi que le prix Culture et ruralité de Rouyn-Noranda en 2013.
En 2021, il obtient du Conseil des arts et des lettres du Québec (CALQ) le prix artiste de l'année assortit d'une bourse de 10 000 $ lors de la cérémonie virtuelle des Prix d’excellence en arts et culture de l’Abitibi-Témiscamingue.